# Terre d'Amdrup
Pour les articles homonymes, voir Amdrup.
La Terre d'Amdrup est une zone terrestre de la Terre du Prince héritier Christian, sur la Terre du roi Frédéric VIII, au nord-est du Groenland.
Sur le plan administratif, elle appartient au Parc national du Nord-Est du Groenland.
De nombreux fossiles des périodes carbonifère et paléozoïque ont été trouvés dans la terre d'Amdrup, notamment des algues et des poissons fossiles.

## Géographie
La Terre d'Amdrup est en grande partie non glaciaire. Il est délimité au nord par la grande calotte glaciaire de Flade Isblink, à l'est par la baie Antarctique de la mer du Groenland et au sud par le fjord Ingolf, de l'autre côté duquel s'élève la Terre de Holm.
Le groupe d'îles Henrik Krøyer Holme (en) se trouve au large de sa pointe sud-est. Au nord-ouest s'élèvent les Alpes Princess Elizabeth.
|  |

## Histoire
La Terre d'Amdrup a été nommé lors de l'Expédition Danmark de 1906-1908 en l'honneur de Georg Carl Amdrup, membre du comité d'expédition,.
L'Expédition Mørkefjord en 1938-1939 y découvre de nombreux monticules de pierre qui se sont révélés être d'anciennes caches de viande inuites à un endroit nommé Kødgravene, sur la rive nord-est de la terre d'Amdrup. Des vestiges archéologiques d'un établissement inuit ont été découverts à Sommerterrassen, au nord du cap Jungersen, sur la côte sud-est,.